# Daniel Wriessnig
Daniel Wriessnig (* 18. Mai 1978) ist ein ehemaliger österreichischer Fußballspieler und nunmehriger -trainer, -funktionär und Kommunalpolitiker.

## Karriere

### Als Spieler
Wriessnig begann seine Karriere beim SVG Bleiburg, bei dem er auch in der Kampfmannschaft spielte. Zur Saison 2002/03 wechselte er zum Zweitligisten BSV Bad Bleiberg. Sein Debüt in der 2. Liga gab er im Juli 2002, als er am dritten Spieltag jener Saison gegen den Wiener Sportklub in der 88. Minute für Newton Ben Katanha eingewechselt wurde. Bis zur Winterpause kam er zu drei Zweitligaeinsätzen.
Nach einem halben Jahr in Bad Bleiberg kehrte er im Jänner 2003 wieder zum Regionalligisten Bleiburg zurück. Mit Bleiburg stieg er 2006 aus der Regionalliga ab, 2007 folgte allerdings der direkte Wiederaufstieg mit dem Verein. In der Saison 2007/08 stiegen die Kärntner allerdings direkt wieder in die Kärntner Liga ab.
Nach mindestens 155 weiteren Einsätzen für Bleiburg wechselte Wriessnig nach zehn Jahren beim Verein im Jänner 2013 zum fünftklassigen ASKÖ St. Michael/Bleiburg. Zur Saison 2013/14 kehrte er wieder zum SVG zurück, wo er bis zur Saison 2017/18 zu 52 Landesligaeinsätzen kam, ehe er seine Karriere beendete. In den folgenden Spielzeiten stand er allerdings häufig als Ersatzspieler im Kader der Bleiburger.

### Als Trainer
Wriessnig übernahm im April 2017 bis zum Ende der Saison 2016/17 das Cheftraineramt beim SVG Bleiburg. Im Oktober 2018 war er nochmals kurzzeitig interimistisch Trainer des Vereins.

### Als Funktionär
Wriessnig, damals noch als Spieler aktiv, übernahm im Sommer 2012 den SVG Bleiburg als Obmann. Dieses Amt hatte er bis zu seinem Rücktritt im Februar 2020 fast acht Jahre lang inne.

## Politik
Wriessnig ist seit 2009 in seiner Heimat Bleiburg Gemeinderat für die ÖVP und zudem Vizebürgermeister.